# Guayabal de Síquima
Guayabal de Síquima è un comune della Colombia facente parte del dipartimento di Cundinamarca.
Il centro abitato venne fondato da Luis Vasallo Calvo nel 1721, mentre l'istituzione del comune è del 1739.